# 25 to Life
25 to Life — компьютерная игра в жанре шутера от третьего лица, разработанная американской компанией Avalanche Software и вышедшая в 2006 году. Русскоязычное издание было выпущено компанией «Новый Диск».
Название игры отсылает к норме уголовного права США, позволяющей осуждённому за убийство на пожизненный срок выйти по условно-досрочному освобождению только после обязательных 25 лет заключения.

## Отзывы критиков
| Сводный рейтинг       | Сводный рейтинг | Сводный рейтинг | Сводный рейтинг |
| Издание               | Оценка          | Оценка          | Оценка          |
| Издание               | PC              | PS2             | Xbox            |
| --------------------- | --------------- | --------------- | --------------- |
| GameRankings          | 42,93 %         | 41,67 %         | 42,87 %         |
| Metacritic            | 39/100          | 39/100          | 41/100          |
| «Критиканство»        | 51/100          | N/A             | N/A             |
| Русскоязычные издания |                 |                 |                 |
| Издание               | Оценка          | Оценка          | Оценка          |
| Издание               | PC              | PS2             | Xbox            |
| Absolute Games        | 55 %            | N/A             | N/A             |

После релиза 25 to Life была встречена негативными и средними оценками. На агрегаторе Metacritic 39 баллов из 100 на ПК и PS2 версиях, 41 из 100 на Xbox.
Саундтрек игры, по мнению рецензента журнала Hyper Мориса Бренскомба, понравится лишь фанатам рэпа, а всю игру он назвал «абсолютно полной ерундой». USA Today дала игре четыре балла из десяти, аргументировав это наличием «приличного мультиплеера».

## Саундтрек
| №  | Название                           | Автор(ы)      | Длительность |
| -- | ---------------------------------- | ------------- | ------------ |
| 1. | «Black Cop»                        | KRS-One       |              |
| 2. | «Code of the Streets»              | Gang Starr    |              |
| 3. | «Black Steel in the Hour of Chaos» | Public Enemy  |              |
| 4. | «Enemies»                          | Xzibit        |              |
| 5. | «My Wife, My Bitch, My Girl»       | Tech N9ne     |              |
| 6. | «Cerca de Mi Neighborhood»         | Tego Calderon |              |